# Defence Force Football Club
El Defence Force Football Club és un club de Trinitat i Tobago de futbol de la ciutat de Chaguaramas. Els seus partits els disputa al Hasely Crawford Stadium de Port of Spain.

## Història
El club va ser fundat l'any 1974. El seu nom prové del fet que majoritàriament és compost per membres de les forces de seguretat i de l'exèrcit. És el club amb millor palmarès del país, amb 20 campionats nacionals (a data de 2009). Els primers 15 els guanyà entre 1974 i 1995. També és l'únic club del país que ha estat capaç de guanyar la Copa de Campions de la CONCACAF, l'any 1985.

## Palmarès
- Lliga de Port of Spain de futbol:[1]
  - 1972, 1973

- Lliga de Trinitat i Tobago de futbol:[1]
  - 1974, 1975, 1976, 1977, 1978, 1980, 1981, 1984, 1985, 1987, 1989, 1990, 1992, 1993, 1995, 1996, 1997, 1999

- Copa de Trinitat i Tobago de futbol:[2]
  - 1974, 1981, 1985, 1989, 1991, 1996

- Copa FCB de Trinitat i Tobago de futbol:[2]
  - 2002

- Copa de Campions de la CONCACAF:
  - 1978, 1985

- Copa de la CFU de clubs de futbol:
  - 2001

## Futbolistes destacats
| - Carlos Edwards (1999-2000) - Clayton Ince (1998-1999) | - Dennis Lawrence (1992-2000) - Jason Scotland (2001-2003) |